# کالاتیا
کالاتیا یا کالاته‌آ (نام علمی: Calathea) نام یک سرده از خانواده مارانتائیان است که گونه‌های مختلف آن بومی نواحی گرمسیر قاره آمریکا هستند و به عنوان گیاه آپارتمانی نیز بسیار مورد استفاده قرار می‌گیرند.